# Bangladés en los Juegos Olímpicos de la Juventud 2018
Bangladés compitió en los Juegos Olímpicos de la Juventud 2018 en Buenos Aires, Argentina, celebrados entre el 6 y el 18 de octubre de 2018. Su delegación estuvo conformada por 13 atletas en 3 deportes y no obtuvo medallas en las justas deportivas.

## Medallero
| Medalla       | Oro | Plata | Bronce | Total |
| ------------- | --- | ----- | ------ | ----- |
| Total oficial | 0   | 0     | 0      | 0     |

## Disciplinas

### Atletismo
Bangladés recibió una plaza para esta disciplina de la comisión tripartita.

### Hockey sobre césped
Bangladés clasificó a un equipo masculino de 9 atletas por su rendimiento en los Campeonatos de Asia.

### Tiro
Bangladés clasificó a un tirador deportivo en base a su desempeño en el Campeonato Asiático de 2017. También recibieron una plaza a través de la comisión tripartita.
- 10 m Rifle masculino - 1 plaza
- 10 m Rifle femenino - 1 plaza